# The Gun Fighter (film 1917)
The Gun Fighter (o The Gunfighter) è un film muto del 1917 interpretato e diretto da William S. Hart con la supervisione di Thomas H. Ince.

## Trama
Capo di una banda di fuorilegge, Cliff Hudspeth gode di una meritata fama di pistolero. Viene sfidato da Cactus Fuller, appartenente alla banda di El Salvador, a un duello alla pistola dove, ancora una volta, Cliff risulterà vincitore. Testimone dello scontro avvenuto nel saloon è Norma Wright, la modista della cittadina, che accusa il pistolero di essere un assassino senza cuore. Irritato, Cliff rapisce la ragazza e la porta al suo rifugio. Ma le accuse della giovane gli provocano dei rimorsi; ubriaco, rivede tutte le sue vittime. Pentito, promette a Norma che non ucciderà mai più.
Gli abitanti della cittadina gli promettono il perdono se lui li libererà da El Salvador. Quest'ultimo, infuriato, mette a ferro e fuoco la città e rapisce Norma. Sulle sue tracce, Cliff ingaggia un'ultima lotta con il bandito, riuscendo a ucciderlo ma restando, nel contempo, mortalmente ferito. Felice di aver salvato la ragazza, muore.

## Produzione
Il film fu prodotto dalla Kay-Bee Pictures e dalla New York Motion Picture. Venne girato, sotto la supervisione di Thomas H. Ince, dal 25 settembre 1916 al 31 ottobre 1916 con un budget di 22.387 dollari.

## Distribuzione
Distribuito dalla Triangle Distributing, uscì nelle sale cinematografiche USA l'11 febbraio 1917. Nel 1923, il film ebbe una riedizione.